# Nederländernas Grand Prix
Nederländernas Grand Prix är en formel 1-deltävling som körs i Zandvoort, 25 km väster om Amsterdam i Nederländerna, med vissa uppehåll 1948–1985. Loppet blev en deltävling i formel 1-VM 1952. Loppet var planerat att återvända till tävlingskalendern 2020 men det ställdes in till följd av coronapandemin. Liberty Media meddelade att Nederländernas Grand Prix skulle återvända säsongen 2021.

## Vinnare Nederländernas Grand Prix
Ljusröd bakgrund betyder att loppet inte ingick i formel 1-VM.
| År         | Bana           | Förare             | Konstruktör        |
| ---------- | -------------- | ------------------ | ------------------ |
| 1948       | Zandvoort      | Prince Bira        | Maserati           |
| 1949       | Zandvoort      | Luigi Villoresi    | Ferrari            |
| 1950       | Zandvoort      | Louis Rosier       | Talbot-Lago-Talbot |
| 1951       | Zandvoort      | Louis Rosier       | Talbot-Lago-Talbot |
| 1952       | Zandvoort      | Alberto Ascari     | Ferrari            |
| 1953       | Zandvoort      | Alberto Ascari     | Ferrari            |
| 1954       | Ingen tävling  | Ingen tävling      | Ingen tävling      |
| 1955       | Zandvoort      | Juan Manuel Fangio | Mercedes-Benz      |
| 1956– 1957 | Inga tävlingar | Inga tävlingar     | Inga tävlingar     |
| 1958       | Zandvoort      | Stirling Moss      | Vanwall            |
| 1959       | Zandvoort      | Joakim Bonnier     | BRM                |
| 1960       | Zandvoort      | Jack Brabham       | Cooper-Climax      |
| 1961       | Zandvoort      | Wolfgang von Trips | Ferrari            |
| 1962       | Zandvoort      | Graham Hill        | BRM                |
| 1963       | Zandvoort      | Jim Clark          | Lotus-Climax       |
| 1964       | Zandvoort      | Jim Clark          | Lotus-Climax       |
| 1965       | Zandvoort      | Jim Clark          | Lotus-Climax       |
| 1966       | Zandvoort      | Jack Brabham       | Brabham-Repco      |
| 1967       | Zandvoort      | Jim Clark          | Lotus-Ford         |
| 1968       | Zandvoort      | Jackie Stewart     | Tyrrell            |
| 1969       | Zandvoort      | Jackie Stewart     | Tyrrell            |
| 1970       | Zandvoort      | Jochen Rindt       | Lotus-Ford         |
| 1971       | Zandvoort      | Jacky Ickx         | Ferrari            |
| 1972       | Ingen tävling  | Ingen tävling      | Ingen tävling      |
| 1973       | Zandvoort      | Jackie Stewart     | Tyrrell-Ford       |
| 1974       | Zandvoort      | Niki Lauda         | Ferrari            |
| 1975       | Zandvoort      | James Hunt         | Hesketh-Ford       |
| 1976       | Zandvoort      | James Hunt         | McLaren-Ford       |
| 1977       | Zandvoort      | Niki Lauda         | Ferrari            |
| 1978       | Zandvoort      | Mario Andretti     | Lotus-Ford         |
| 1979       | Zandvoort      | Alan Jones         | Williams-Ford      |
| 1980       | Zandvoort      | Nelson Piquet      | Brabham-Ford       |
| 1981       | Zandvoort      | Alain Prost        | Renault            |
| 1982       | Zandvoort      | Didier Pironi      | Ferrari            |
| 1983       | Zandvoort      | René Arnoux        | Ferrari            |
| 1984       | Zandvoort      | Alain Prost        | McLaren-TAG        |
| 1985       | Zandvoort      | Niki Lauda         | McLaren-TAG        |
| 1986– 2020 | Inga tävlingar | Inga tävlingar     | Inga tävlingar     |
| 2021       | Zandvoort      | Max Verstappen     | Red Bull Racing    |
| 2022       | Zandvoort      | Max Verstappen     | Red Bull Racing    |
| 2023       | Zandvoort      | Max Verstappen     | Red Bull Racing    |
| 2024       | Zandvoort      | Lando Norris       | McLaren-Mercedes   |